# Asticta caliginosa
Asticta caliginosa är en fjärilsart som beskrevs av Karl Schawerda 1931. Asticta caliginosa ingår i släktet Asticta och familjen nattflyn. Inga underarter finns listade i Catalogue of Life.